# Fribourg (stad)
Fribourg (Duits: Freiburg im Üechtland, Frans: Fribourg, Reto-Romaans: Friburg, Latijn: Friburgum Nuithonum) is de hoofdstad van het gelijknamige kanton van Zwitserland. De stad ligt in het district Sarine (Duits: Saane) op de Frans-Duitse taalgrens, en is officieel tweetalig, maar in de praktijk voornamelijk Franstalig. In het Nederlands wordt veelal de Franse naam gebruikt, ter onderscheiding van het Duitse Freiburg, dat amper 200 km verder ligt. De naam Freiburg betekent "vrije stad".

## Geografie
Fribourg ligt op de Zwitserse Hoogvlakte, tussen Vevey en Bern. Hemelsbreed is de afstand tot Bern 28 km. De oude stad ligt op 581 meter hoogte, maar de meeste wijken van de stad liggen op ongeveer 620 meter hoogte op de heuvels rondom. De oude stad is gebouwd op een plaats waar de rivier de Saane een meander heeft gevormd. De erosie van de molassezandsteen heeft een dal gevormd, dat bebouwing toeliet.
De stad was in 2013 als volgt verdeeld
- Bebouwde oppervlak: 64,3% (600 ha)
- Agrarisch : 12,4% (116 ha)
- Bos; 17,1% (160 ha)
- Onproductief 6,1% (57 ha)

Buurgemeenten van Fribourg zijn in het oosten Düdingen en Tafers, in het zuidoosten Pierrafortscha, in het zuiden Marly, in het westen Villars-sur-Glâne en Givisiez en Granges-Paccot in het noorden.
De stad is opgedeeld in de volgende wijken:
- Bourg (Burg)
- Beauregard
- Jura
- Pérolles
- Neuveville (Neustadt)
- Auge (Au)
- Schoenberg (Schönberg)
- Places (Gambach)
- Bourguillon (Bürglen)

## Bevolking
In 2017 woonden er 38.521 mensen in Fribourg, het merendeel daarvan was vrouw (50,3%). Fribourg heeft een vrij groot aandeel buitenlanders (37,3%). Het eenpersoonshuishouden is het meest verbreid: 41,5% van de huishoudens en 18,4% van de bevolking.

### Talen

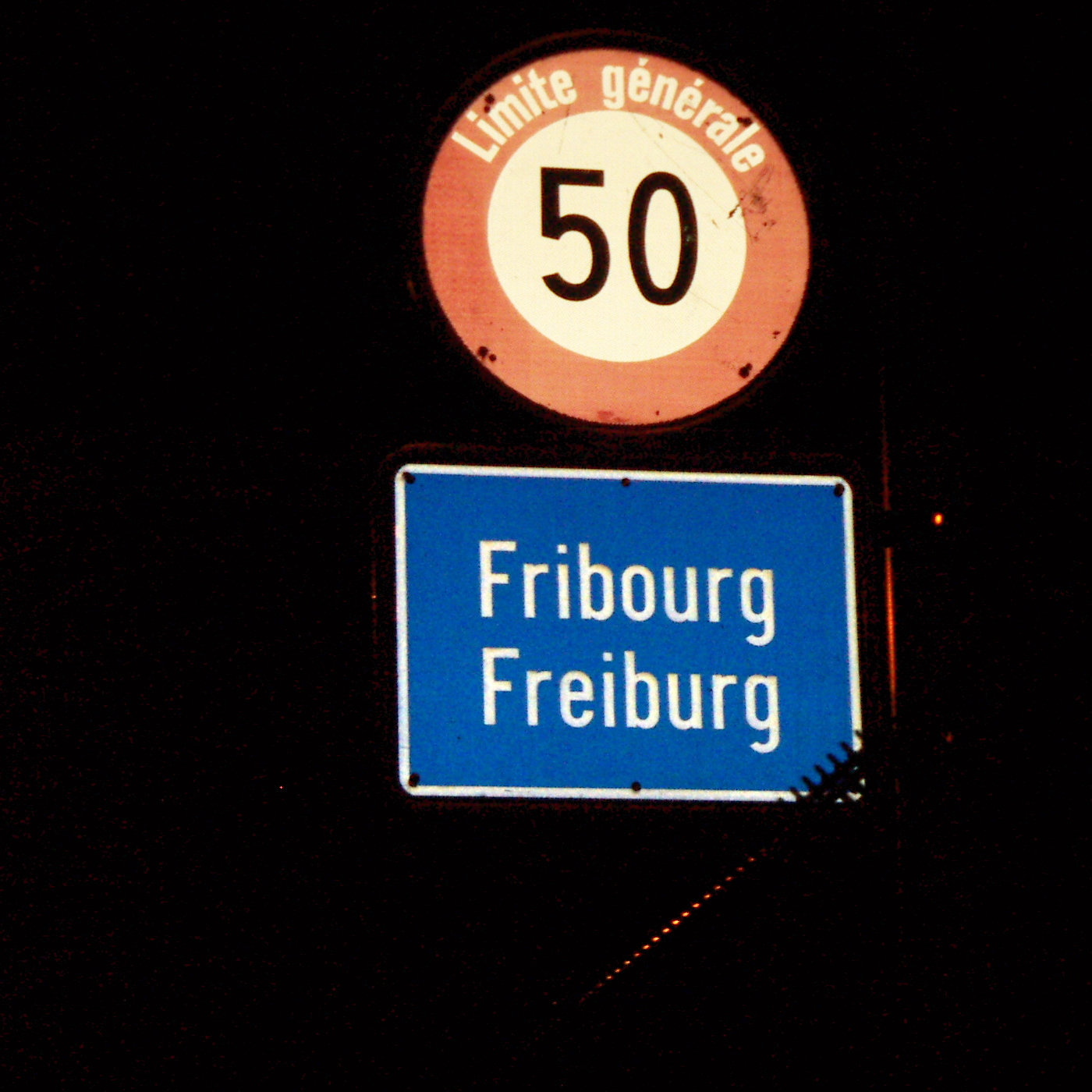
Fribourg Freiburg - tweetalig plaatsnaambord.

De talen die in de stad gesproken worden verdelen zich als volgt (2000):
- Frans: 63,59%
- Duits: 21,16%
- Italiaans: 3,82%
- Portugees: 2,49%
- Spaans: 1,69%
- Albanees: 1,14%
- Turks: 1,13%

In totaal 11,28% van de bevolking van stad Fribourg had geen van de Zwitserse officiële talen als eerste taal. Halverwege de 19de eeuw sprak 40% van de bevolking Duits in de regionale variant; twee maal zoveel als tegenwoordig.   In die afname weerspiegelt zich anderhalve eeuw Franse taalpolitiek van het stadsbestuur.

## Geschiedenis[4]
De stad werd in 1157 door Berthold IV van Zähringen gesticht, en werd ook aangeduid als Fribor, Friborc, Friborch, Friburch of Friburg. De naam van de stad is direct verbonden met Freiburg im Breisgau, dat in 1120 door Koenraad I van Zähringen was gesticht en de thuishaven van het geslacht Zähringer was. Na de dood van de laatste telg van de hoofdtak van geslacht Zähringen Berthold V van Zähringen, de stichter van Bern, in 1218 verviel de stad vanwege de overlevering via zijn zus Anna aan het geslacht Kyburg, Ulrich von Kyburg. Voordat de Kyburgers, vanwege schulden, de stad in 1277 verder verkochten aan Rudolf I van Habsburg, stelden ze een gemeentegrondwet op, waarin de institutionele, economische en rechterlijke organisatie van de stad werd geregeld. Tot 1452 viel de stad onder de heerschappij van de Habsburgers. In deze tijd kwamen de burgers in de stad tot aanzienlijke rijkdom. Vanaf 1283 werd gewerkt aan de kerk, tegenwoordig kathedraal, die gewijd is aan Nicolaas van Myra. In 1404 werd een nieuwe grondwet aangenomen, de Vennerbrief. In de 15e eeuw vonden burgeroorlogen en oorlogen met Bern en Savoye plaats, waardoor de stad verzwakt werd. Het resultaat daarvan was dat de stad in 1452 deel werd van Savoye (tot 1477). Fribourg nam samen met Bern deel in de Bourgondische oorlogen, met als roemrijkste slag de Slag bij Murten (1476), hetgeen leidde tot de onafhankelijkheid. In 1478 werd Fribourg een vrije bondsstad.
De stad werd op 22 december 1481, samen met Solothurn onder de naam "Stad en republiek Friburg" lid van het Zwitserse Eedgenootschap. Dit als eerste tweetalige kanton. Het Duits was tot 1798 de officiële ambtstaal, waarbij de Franstalige gemeenten zich van hun eigen taal bedienden. In de 15e en 16e eeuw werd het territorium van de stad/kanton gevormd, onder andere door veroveringen op Vaud en in het gebied rondom Gruyères. Frankrijk was een belangrijke partner van de stad; in 1516 werd te Fribourg "de eeuwige vrede" tussen Frankrijk en het Oude Eedgenootschap overeengekomen. In de 17e en 18e eeuw werd de stad geleid door een oligarchie van ongeveer 60 families, die een patriciaat vormden. Deze heerschappij, werd beëindigd op 2 maart 1798 toen na de Franse Revolutie troepen uit Frankrijk de stad innamen, waarna de Helvetische Republiek werd uitgeroepen.
Met de Mediationsakte van Napoleon Bonaparte in 1803 werden stad en kanton staatsrechtelijk uit elkaar gehaald en werden de definitieve grenzen van het kanton vastgelegd. In 1814 kwamen de "oude Heren" nogmaals aan de macht tot de aanname van een nieuwe grondwet in 1831, dat voorgoed een einde maakte aan het ancien régime. In 1819 emigreerden vele burgers van Fribourg naar Brazilië. In 1847 waren kanton en stad betrokken bij de Sonderbund-oorlog waarin katholieken en protestanten elkaar de hegemonie over Zwitserland betwistten.
In de tweede helft van de 19e eeuw begon de industrialisatie van de stad en de groei van Fribourg in westelijke richting. Tussen 1856 en 1862 werd de spoorlijn Lausanne-Fribourg-Bern aangelegd. Van 1869 tot 1872 werd de stuwdam in de Saane gebouwd, waardoor het Pérolles-stuwmeer ontstond. In 1889 werd de Universiteit van Fribourg opgericht. In de eerste helft van de 20e eeuw is relatief weinig vermeldenswaardige activiteit, behalve de bouw van de universiteitsgebouwen van 1938 tot 1941 in Miséricorde. Pas in 1971 kregen de vrouwelijke burgers van de stad volledige politieke rechten.
De stad was en is nog altijd een bolwerk van het Zwitserse katholicisme. Na de Reformatie werd in 1613 de bisschopszetel van Lausanne naar Fribourg verplaatst. Uiteindelijk werd in 1821 het huidige bisdom Lausanne, Genève en Fribourg gesticht, waarvan de cathedra in Fribourg staat. Al in de middeleeuwen werden verschillende kloosters en andere religieuze gebouwen in de stad gesticht, die tot de dag van vandaag het stadsbeeld beïnvloeden (augustijner heremieten, minorieten, maltezen en cisterciënzers). Tijdens de Reformatie kwamen daar in het kader van de Contrareformatie talloze andere kloosters bij: onder andere het kapucijnenklooster (1608) en het vrouwenklooster van de kapucijnen op de Bisemberg (Montorge) (1621), het ursulinenklooster (1634) en het klooster van de visitandinnen (1635). De jezuïeten echter hebben de stad tot de opheffing van hun orde het meest beïnvloed: In 1582 stichtten ze het Collège Saint-Michel, dat tot de dag van vandaag als voorloper van de huidige universiteit gezien wordt. De universiteit wordt sinds de stichting vooral door dominicanen gedomineerd: Zo is ook nog vandaag de dag de rector een dominicaan (Guido Vergauwen O.P.).

## Bezienswaardigheden
Fribourg heeft het oude stadsdeel met middeleeuws karakter goed behouden, al ervaart men dat als toerist minder door het open karakter ervan en de brede moderne boulevards eromheen. De oude stad bestaat uit de wijken Bourg, Auge en de nieuwe stad. Er zijn hier veel bronnen en kerken uit de 12e tot 17e eeuw, waaronder de Franciscanerkerk met onder andere het beroemde narcissenaltaar (van het klooster van de minorieten, gesticht in 1256) en de kerk St-Maurice (van het klooster van de augustijnen, gesticht rond dezelfde tijd). De stad ligt in een gedeelte waar de Sarine (Duits: Saane) een hoge rotswand heeft uitgesleten. De gotische kathedraal St. Nicolas met de 76 meter hoge toren werd in de jaren 1283 tot 1490 gebouwd.
Het oude gedeelte van de stad wordt omgeven door een onderbroken middeleeuwse stadsmuur van twee kilometer met 14 torens zonder dat er sprake is van een afgesloten geheel. In die zin is Fribourg niet meer een typische vestingstad. De stad heeft een achttal bruggen over de rivier Sarine met vaak fraaie panorama's, waarvan de pont de Berne (Bernerbrücke), een overdekte houten brug, in de oude stad historisch het meest beduidend is. Een andere houten hangbrug uit 1840, de pont de Gottéron, stortte in 1919 in en werd in 1923 vervangen door de huidige pont de Zähringen. Direct naast de stad ligt een 13e-eeuws, nog bewoonde cisterciënzerinnenabdij Maigrauge (Magerau).

## Onderwijs
De scholen en de universiteit zijn tweetalig (Frans en Duits) in alle klassen en op alle niveaus. De Universiteit van Fribourg biedt de mogelijkheid van een tweetalig universiteits- en hogeschooldiploma - uniek in Zwitserland en Europa. Fribourg staat bekend als een belangrijke onderwijsstad sinds de stichting van het Jezuïetenkollegium St. Michael in de 16e eeuw en de stichting van de tweetalige universiteit in 1889.

## Sport
De belangrijkste sportclubs in Fribourg zijn:
- Fribourg-Gottéron. De club speelt in de nationaalliga A van de Zwitserse IJshockeycompetitie.
- FC Fribourg. Deze clubs speelt in de 1e liga, de hoogste amateurklasse in de Zwitserse voetbalcompetitie.
- Fribourg Olympique. Deze club speelt in de nationaalliga A van de Zwitserse Basketballcompetitie.

De jaarlijkse hardloopwedstrijd die in Fribourg eindigt is de Morat-Fribourg of Murtenlauf.
Fribourg was in 1990 gastheer van het WK ijshockey.
Fribourg is één keer etappeplaats geweest in de wielerkoers Ronde van Frankrijk. In 1997 won er de Fransman Christophe Mengin.

## Bekende (oud-)inwoners
- David Aebischer (1978), ijshockeyer
- Georges Aeby, componist, muziekpedagoog, dirigent
- Georges Aeby, voetballer
- Mia Aegerter, zangeres en actrice
- Alain Berset, lid van de Zwitserse Bondsraad
- Józef Maria Bocheński, filosoof
- Jean Bourgknecht, lid van de Zwitserse Bondsraad
- Petrus Canisius, theoloog en heilige
- Joseph Deiss, lid van de Zwitserse Bondsraad
- Terence Kongolo, voetballer
- Anni-Frid Lyngstad (1945), zangeres van ABBA
- Jo Siffert, formule 1-coureur
- Jean Tinguely (1925-1991), schilder en beeldhouwer

## Geboren
- Katharina Buschillion (voor 1389-1441/1442), heks
- Madeleine Eggendorffer (1744-1795), boekenhandelaarster
- François Romain Werro (1796-1876), politicus
- André Castella (1805-1873), politicus
- Marcello (pseudoniem van Adèle d'Affry; 1836-1879), beeldhouwster en kunstschilderes
- Jules Repond (1853-1933), onderwijzer, schrijver, journalist, politicus, militair en commandant van de Zwitserse Garde
- Paul Repond (1856-1919), psychiater
- Johann Jakob Hess (1866-1949), egyptoloog, assyrioloog en hoogleraar
- Antoinette de Weck-de Boccard (1868-1956), kunstschilderes
- Esther Baezner (1883-1948), muziekcritica
- Jeanne Niquille (1894-1970), historica en archivaris
- Paul Aeby (1910-?), voetballer
- Juliette Bise (1922-2011), sopraan en muziekpedagoge
- Elisabeth Déglise (1931-1999), politica
- Georges Aeby (1913-1999), voetballer
- Roselyne Crausaz (1943), politica
- Urs Schwaller (1952), bestuurder en politicus
- Felix Mambimbi (2001), voetballer
- Leila Wandeler (2006), voetbalster

## Overleden
- Katharina Buschillion (voor 1389-1441/1442), heks
- Madeleine Eggendorffer (1744-1795), boekenhandelaarster
- Jean-Joseph Page (1791-1863), advocaat, rechter en politicus
- André Castella (1805-1873), politicus
- François Romain Werro (1796-1876), politicus
- Louis Ruffieux (1848-1909), bioloog en archivaris
- Marie de Gottrau-von Wattenwyl (1860-1910), feministe
- Paul Repond (1856-1919), psychiater
- Albert Büchi (1864-1930), historicus
- Athénaïs Clément (1869-1935), onderwijzeres, feministe en vluchtelingenhelpster
- Hugo Obermaier (1877-1946), Duits-Spaans prehistoricus, paleontoloog en hoogleraar
- Laure Dupraz (1896-1967), pedagoge
- Jeanne Niquille (1894-1970), historica en archivaris
- Juliette Bise (1922-2011), sopraan en muziekpedagoge